# Rimantas Mikaitis

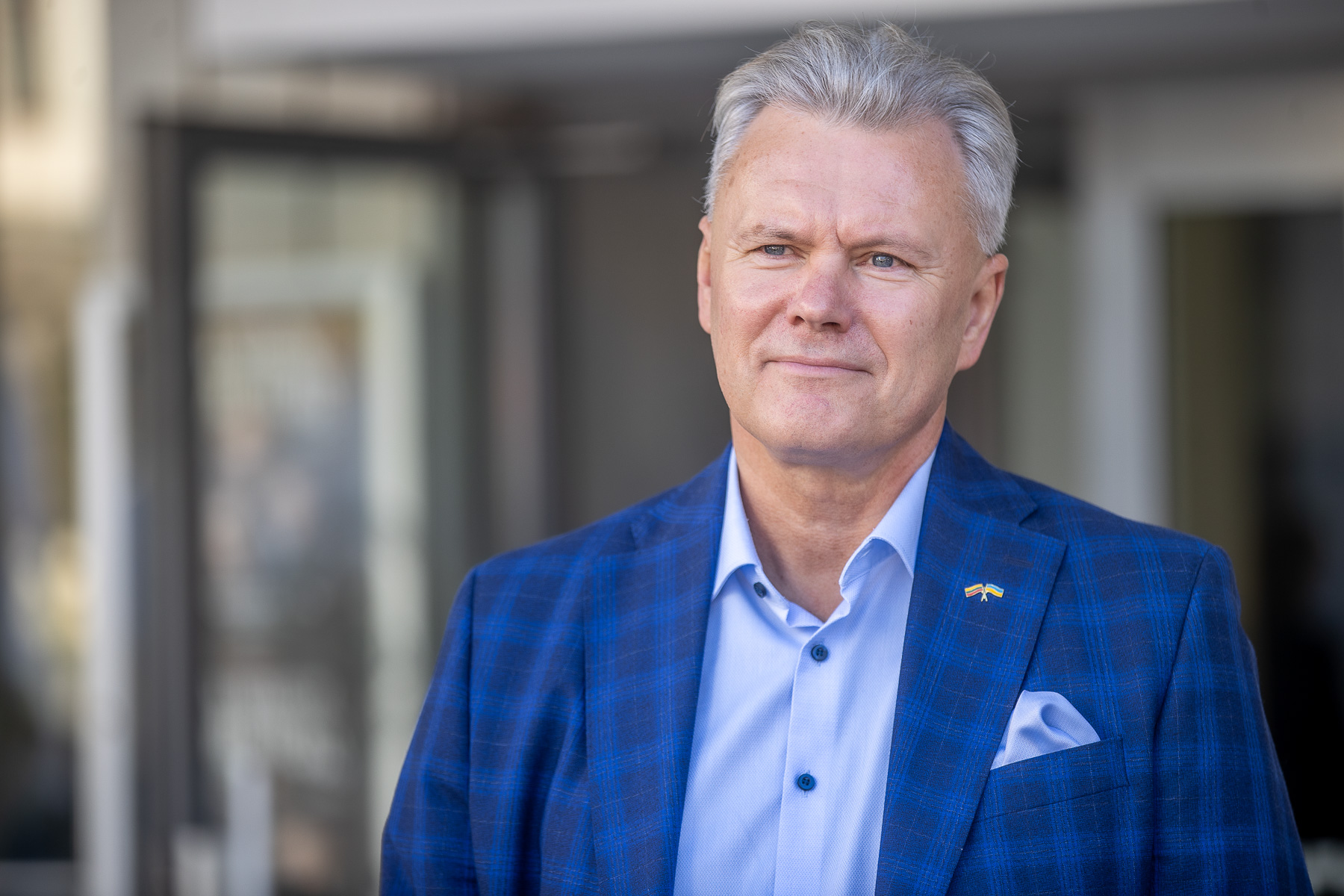
Rimantas Mikaitis, 2023

Rimantas Mikaitis (* 10. Juli 1959 in Kuršėnai) ist ein  litauischer liberaler Politiker, Vizeminister der Kultur, ehemaliger Bürgermeister von Kaunas.

## Leben
Nach dem Abitur an der Mittelschule absolvierte Mikaitis von 1978 bis 1983 das Diplomstudium des Bauingenieurwesens am Kauno politechnikos institutas in Kaunas. Ab 2003 war er Mitglied im Rat von Kaunas. Von 2007 bis 2011 war er Vizebürgermeister und vom 14. April 2011 bis zum Oktober 2011 Bürgermeister der Stadtgemeinde Kaunas. Von 2011 bis 2012 war er  Berater des Ministers am Verkehrsministerium Litauens, von 2013 bis 2016   Manager von Anstalt „Laisvės studijų centras“ und  von 2017 bis 2021  Direktor am Litauischen Leichtathletikverband. Seit 2021 ist er Vizeminister am Kulturministerium Litauens, Vertreter des Ministers Simonas Kairys im Kabinett Šimonytė.
Von 1991 bis  2006 war Präsident, Generalsekretär des litauischen Orientierungslauf-Sportverbandes.
Seit 2006 ist er Mitglied von Lietuvos Respublikos liberalų sąjūdis.  Er ist Mitglied von Šaulių sąjunga.
Mikaitis ist verheiratet mit seiner Frau Giedrė. Ihre Kinder sind Sohn Marijonas und Tochter Rasa.